# موتور أب رستم أبير
موتور أب رستم أبير (بالفارسية: موتور آب رستم ابیر) هي منطقة سكنية تقع في سيستان وبلوتشستان في إيران. يقدر عدد سكانها بـ 21 نسمة بحسب إحصاء 2016.